# Forever Your Girl
Forever Your Girl é o álbum de estreia da cantora americana Paula Abdul. Foi lançado em 13 de Junho de 1988, pelo selo Virgin. O disco foi responsável por lançar Paula Abdul como cantora pop e vendeu ao todo 18 milhões de cópias mundialmente.
Inicialmente, o álbum não fez sucesso. Seus dois primeiros singles tiveram desempenho fraco na Billboard Hot 100. "Knocked Out" chegou ao #41 e "(It's Just) The Way That You Love Me" chegou a #88. Após essas 2 performances abaixo das expectativas, a gravadora fez uma última tentativa com "Straight Up". Este foi um enorme sucesso, e chegou ao #1 e liderou por 3 semanas, sendo um dos maiores sucessos de 1989. Com ele, o álbum chegou ao Top 20. Na sequência, mais 3 singles no topo: "Forever Your Girl", "Cold Hearted" e "Opposites Attract".
Após o grande sucesso dos singles, Paula Abdul quebrou um recorde. O do álbum que demorou mais tempo para chegar ao primeiro lugar do Billboard 200. Após 62 semanas desde o lançamento, chegou ao topo na parada de álbuns da Billboard. No início de 1990, quando "Opposites Attract" estava em #1, o álbum voltou ao topo de lista e por lá ficou 9 semanas seguidas.
Com "Forever Your Girl", tornou-se o principal nome daquele ano, sendo indicada a 6 Video Music Awards em 89 (venceu 4) e concorrendo à 2 Grammy (vencendo 1). Em 1990 ainda viriam mais 5 indicações ao VMA por "Opposites Attract". Porém, não venceu. No final deste ano, fez uma apresentação épica no America Music Awards, que lhe rendeu um EMMY (Oscar da televisão).

## Faixas
1. "(It's Just) the Way That You Love Me" (Oliver Leiber) – 5:22
2. "Knocked Out" (Babyface; Daryl Simmons; L.A. Reid) – 3:52
3. "Opposites Attract" (Oliver Leiber) – 4:24
4. "State of Attraction" (Glen Ballard; Siedah Garrett) – 4:07
5. "I Need You" (Jesse Johnson; Ta Mara) – 5:01
6. "Forever Your Girl" (Oliver Leiber) – 4:58
7. "Straight Up" (Elliot Wolff) – 4:11
8. "Next To You" (Curtis "Fitz" Williams; K. Stubbs; S. Williams) – 4:26
9. "Cold Hearted" (Elliot Wolff) – 3:51
10. "One or the Other" (Paula Abdul; Curtis "Fitz" Williams; Duncan Pain) – 4:10